# 춤추는 의회
춤추는 의회(Congress Dances, Der Kongress Tanzt)는 독일에서 제작된 에릭 차렐 감독의 1931년 영화이다. 콘라드 베이트 등이 주연으로 출연하였고 에리히 포머 등이 제작에 참여하였다.

## 출연

### 주연
- 콘라드 베이트

### 조연
- 릴 다고버
- 알프레드 아벨
- 보리스 로마노프

## 제작진
- 의상: Ernst Stern